# 卷日本阿地螺
卷日本阿地螺（学名：Nipponatys volvulinus），又名椭圆葡萄螺，为阿地螺科日本阿地螺属的动物。分布于日本以及中国大陆的广东等地，属于暖水性种类。其多栖息于潮间带低潮线-潮下带浅水区砂质底。